# Inear
Inear（イニア）は山内結によるソロプロジェクト。日本のアーティスト、シンガーソングライター、作曲家、編曲家、キーボディスト、音楽プロデューサー。2015年のソロデビュー以降、音楽配信をメインに活動している。海外の音楽家からオファーを受けたり、フランスのミシュランレストランでBGMに採用されるなど活躍の場を世界的に広げており、海外での活動も視野に入れていることが作品や活動背景からも窺える。

## 概要
アマチュア時代いくつかのバンド経験をした後、2015年からソロプロジェクトとして活動開始。 
自身のアーティスト活動も行う傍ら、企業のプロデュース、プロモーション活動を行う。幼少の頃からピアノ、エレクトーン、パーカッションなどを習い、ゴスペルコーラスなども経験。 その高い感性と幼少期から培われたその多彩な「音のボキャブラリー」から作られる作品は、音楽だけではなく空間をも創り上げ、その高い創作性が企業などから評価を得てサウンドプロデューサーとしての一面も魅せる。
アーティストとして自身が作る楽曲も高評価を受ける。作品の多くは本人の「ユーザーにいち早く楽曲を提供したい」との意向でデジタル配信がほとんど。2015年ソロデビュー時から使っているトレードマークのアイコンのモチーフは狼。アーティスト名である「Inear」には・In ear （イヤホンで一人で聴いて）・I near （私は側にいる）という意味が込められている。 

## 音楽性
オーケストラを基調とした、多数の積み重なるメロディ展開と、電子音、ウィスパーボイスを混ぜた歌唱とラップが特徴。ゲーム、特にRPG独特の世界観に影響を受け、自身が作る楽曲にもそれは反映されている。そのため、映像が目に浮かぶようなストーリー性のある楽曲が多い。「光は闇から生まれる」をコンセプトに、幻想的で美しく、どこか二面性を感じさせる世界観を描く。

## 使用機材
（公式Twitter、公式Instagramによる）
DAWは”Cubase”,MIDIキーボードは”KompleteKontrol”,”KORG TRITON”,スピーカーは”GENELEC”,ヘッドフォンは”SONY-MDR900ST”。
機材についてはCubaseを特に愛用。それまでは主にピアノで楽曲を制作していたが2013年にDAWと出会い、現在の作風に大きな影響を与える。Cubaseについては2013年から始まり2015年のソロデビュー以降、2019年現在に至るまで変えていない愛着ぶり。
それまで楽曲の制作に使用していたピアノは「Roland」製。また、本人の好きな楽器の一つにドラムがあるがスネア・ペダルともに愛用は「Pearl」製。ちなみにペダルはツインペダル。

## 楽曲配信

### SINGLE
SEASON（2017)
WIZARD（2017)
再生ト再開(2018)
OPENING-0(2018)

### DISCOGRAPHY
（2019年現在は非公開）
in the seabed
ジョバンニの秘密
エレクトロが消えてく
オズの森
ネガの行方とジュブナイル
エーテルを見つけに
テンペスト

## 楽曲プロデュース
- Le Jardin Gourmand ×MANVILLE IN JAPAN 限定コラボレーションイベント（2018)
- 叢-Qusamura　in Pacera ポップアップストア(2018)
- L’ALLURE HAKUSHIMA (Styling coffee) 店舗(2019)
- EARTH Hiroshima ポップアップストア(2019)

## 楽曲制作実績
- Le Jardin Gourmand（MIRAI NO HAJIMARI - BGM）

- 叢-Qusamura（MIRAI NO HAJIMARI -BGM)
- CHANEL（MIRAI NO HAJIMARI- BGM)
- 岩惣（MIRAI NO HAJIMARI -BGM)
- 株式会社夢番地（サウンドロゴ）
- EARTH Hiroshima（サウンドロゴ、BGM）
- Net’s TOYOTA広島（BGM）
- Honda Cars岩国（BGM）
- 株式会社Five Hangouts（BGM）
- MIRAI NO HAJIMARI（BGM）
- SheratonGrand~HIROSHIMAHOTEL~（BGM）
- L’ALLURE HAKUSHIMA ~Styling coffee~（BGM）